# Fronteira Camboja–Tailândia
A fronteira entre Camboja e Tailândia é uma linha de 803 km de extensão, sentido sul-norte-leste, que limita os territórios de Camboja e Tailândia. Inicia-se no ponto de tríplice fronteira de ambos os países com o Laos e termina junto do Golfo da Tailândia, quase na latitude 12º N. Seu extremo norte está na latitude 14º 30' N.
Separa,  do sul para norte- leste, as províncias ("Khets") do Camboja de Pursat, Battambang, Pailin (cidade com "status" de Khat, província) , Banteay Meanchey, Oddar Mean Cheay, Preah Vihear, Stung Treng, das regiões Nordeste e Central-leste da Tailândia.
A Tailândia é uma nação independente desde o século XI, quando o povo Thai, expulso pelos chineses, ocupa o atual território. Não é dominada por nenhuma outra nação, nem por  incursões de franceses e britãnicos no século XIX. Durante a Segunda Grande Guerra se alia ao Japão e com isso ocupa territórios dos vizinhos Laos, Camboja e Malásia. Perde esses territórios ocupados com a derrota japonesa na guerra, voltando a ter seus limites anteriores (os atuais). O Camboja é ocupado pelos franceses  como protetorado em 1863, torna-se colônia em 1884. Em 1887 é incorporado à Indochina Francesa, vindo a obter sua independência em 1953. Assim se conclui a definição dessa fronteira. 

## Descrição
A fronteira começa a nordeste, na tríplice fronteira com o Laos, no pico Preah Chambot, nas Montanhas Dângrêk, e segue o cume das montanhas em direção ao oeste. Ao deixar as montanhas, a fronteira vira para sudoeste em um amplo arco, ocasionalmente utilizando rios como o Svay Chek, o Sisophon, o Phrom Hot e o Mongkol Borei. Em seguida, prossegue para o sul, parcialmente ao longo das Montanhas Cardamomo, terminando na costa do Golfo da Tailândia. Esta última seção corre muito próxima ao Golfo, produzindo uma longa e estreita faixa de território tailandês.